# 八王子駅前郵便局
八王子駅前郵便局（はちおうじえきまえゆうびんきょく）は、東京都八王子市にある郵便局。民営化前の分類では無集配特定郵便局であった。

## 概要
住所：〒192-0083 東京都八王子市旭町9-1（八王子スクエアビル1・2階）

### 併設施設
- ゆうちょ銀行八王子店（本店八王子出張所）：取扱店番号008780
郵政民営化時に、旧特定郵便局時代の路上側（ATMコーナー）入口のサインボードがゆうちょ銀行へ更新された（郵便局窓口への通り抜けは従来通り可能）。事務所は2階に新設された。
- かんぽ生命保険八王子支店
支店（法人営業拠点）はゆうちょ銀行と同じく2階に所在している。

## 沿革
- 1977年（昭和52年）11月14日 - 八王子市の人口増加による業務量増加などに対応するため、八王子郵便局が郊外に大型局舎を新築、移転したことに併せて、旧局舎を利用して無集配特定郵便局として開局[1]。
- 1978年（昭和53年）10月11日 - 郵便振替の小切手払いの取扱開始。
- 1997年（平成9年） - 当局を含む八王子駅北口周辺が再開発され、八王子市と東急グループによる再開発ビル「八王子スクエアビル」が竣工。再開発に伴う地権者として現在地へ入居しており、リオが所有する商業施設の八王子オクトーレとは別区画である。なお、窓口専業となっていたこともあり、床面積は再開発前よりも小さくなった。
- 2007年（平成19年）10月1日 - 民営化に伴い、併設されたゆうちょ銀行八王子店、かんぽ生命保険八王子支店に一部業務を移管。フロア構成を変更。
- 2012年（平成24年）10月1日 - 日本郵便株式会社発足。

## 取扱内容

### 八王子駅前郵便局
- 郵便、印紙、ゆうパック
- 生命保険、バイク自賠責保険

### ゆうちょ銀行八王子店
- 貯金、貸付、為替、振替、振込、国際送金、外貨両替、トラベラーズチェック、国債、投資信託、変額年金保険
- ATM

### かんぽ生命保険八王子支店
- 個人向け窓口業務は、郵便局が代理店として行う。

## 周辺
- 京王プラザホテル八王子
- 東京都八王子合同庁舎
- 国道20号

## アクセス
- JR八王子駅（北口）から徒歩約4分
- 京王線 京王八王子駅（中央口）から徒歩約7分
- 西東京バス、京王電鉄バス JR八王子駅北口停留所、もしくは神奈川中央交通バス 八王子駅停留所下車
- 駐車場なし（建物地下に市営駐車場が設置されている）